# 笹川良一
笹川 良一（ささかわ りょういち、1899年〈明治32年〉5月4日 - 1995年〈平成7年〉7月18日）は、大正・昭和時代の日本の篤志家、右翼運動家、元A級戦犯被疑者、大阪府三島郡豊川村小野原（のちの箕面市小野原）出身。座右の銘は「世界一家 人類兄弟」。
戦前は国粋大衆党総裁、衆議院議員。戦後は、財団法人日本船舶振興会（1962年設立。現在の公益財団法人日本財団）会長、国際勝共連合名誉会長（1968年就任。のちに辞任）、全日本カレー工業協同組合特別顧問、福岡工業大学理事長を務めた。箕面市名誉市民。勲一等旭日大綬章受章者。
妾との三男が笹川陽平である。戦後は、日本国内のボートレース（競艇）の創設に尽力し、「競艇界のドン」の異名を取った。

## 人物

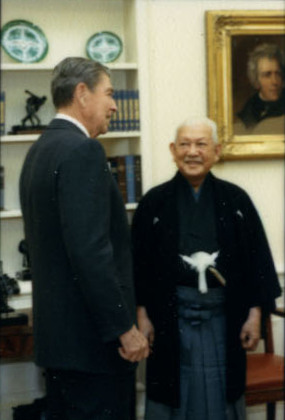
アメリカ大統領・ロナルド・レーガンと（1988年、ホワイトハウス）

第二次世界大戦前の笹川は、自分を「大衆右翼」と位置づけベニート・ムッソリーニを崇拝、大衆運動の合法的組織化に力点を置いて国粋大衆党を結成。強硬外交を主張しつつ日本社会へのファシズムの浸透に注力した。
アメリカが第二次世界大戦中に作成した記録に、「戦争犯罪に関わったか、犯罪人でない枢軸国の職員か、戦争被害者もしくはナチスの活動を調査した市民、軍人のリスト」の中に記載された（2000年に制定されたJapanese Imperial Government Disclosure Act of 2000のナチス戦争犯罪と日本帝国政府の記録の各省庁作業班が開示した資料）。そのため、第二次世界大戦後は、連合国によりA級戦犯容疑者の指定を受け、巣鴨プリズンに3年間収監された。しかし、戦争に対して慎重であり、東條内閣の政策に反対姿勢であったことが証明されたことなどから不起訴になり、釈放されたことで有罪認定はされなかった。
なお巣鴨プリズンに収監された際には、詳細な日記を残している。そして、1949年に「笹川良一の見た巣鴨の表情 戦犯獄中秘話」を出版している。巣鴨釈放後は、戦犯者とその家族の救援に尽力した。巣鴨時代に書きためた日記や戦犯者およびその家族との書簡も笹川の没後に公表された。
巣鴨プリズン出所後は、競艇は射幸心をあおる賭博ではないかとの批判もあったが、収益を公益のために寄付するためのものとして、モーターボート競走法成立に尽力し、社団法人全国モーターボート競走会連合会（全モ連）の設立に関与、モーターボート競走の収益金で造船の振興をすすめ、更に福祉方面の公共事業を助成する財団法人日本船舶振興会（のちの公益財団法人日本財団）を創設した。
戦前である26歳のとき芸者の女性と結婚するが、8年ほどで離婚した。45歳のときに「大阪の本妻」一江と再婚・入籍したものの、「東京の奥様」鎮江、元衆議院議員の笹川堯や日本財団会長の笹川陽平ら3兄弟の生母である小川喜代子などと関係を持った。
姪婿にあたる糸山英太郎が中山製鋼所の仕手戦で苦境に陥った際には、糸山を援助した。
また生前はマスコミからは、「ファシスト」、「右翼」、また「政財界の黒幕」「右翼のドン」と扱われ、「CIAエージェント」であったと否定的に報じられていた。
晩年は、世間的には児玉誉士夫や田中清玄と並ぶ右翼の巨頭と目されていた。1974年（昭和49年）、アメリカのタイム誌のインタビューでは「私は世界で一番金持ちのファシストである」と答えている一方で、規約に基づいて財団の収益を寄付に振り向けているだけであった。本人はよく冗談めかして、自身が空手の団体や詩吟の団体に寄付をしているから、自身が一声かければ空手家や刀を持った人間が集まると称することもあったが、これについて、生前から「彼（自身）はケチだから人は集まらない」と評する者もあり、暴力等ではなく競艇の収益金の分配による発言力によって権威を維持していた面が強い。
あくまで財団の会長としての業務でありしばしば公私混同との批判を受けながらも戦後に行った社会貢献活動や研究により、従来の右翼の大物視一辺倒から、統一教会に関係する国際勝共連合を除けば右翼・反共団体とは関係を断ち、社会活動に取り組んでいた。猪野健治は、この転身について社会主義国の空手団体も加盟する世界空手道連合会の会長に就任したことがきっかけで、B＆G財団の設立も動機になったとする。愛人女性との間に生まれた三男の笹川陽平は認知されなかっため、困窮した生活をしていた。笹川良一は陽平が16歳の時に初めて会ったが、同居後も下男のように接した。左右二元論に対して、良一は自身を「右翼でも左翼でもない。飛行機に例えれば正翼である」と答えていた。陽平は自身や父親を右翼or左翼と二元論で区分してくる人々に対して、「複雑な社会の中で、人間をこのように単純に色分けすることはもうやめたらと思う」と述べている。

## 生涯

### 生い立ち
1899年（明治32年）5月4日、大阪府三島郡豊川村小野原（のちの箕面市小野原）に、造り酒屋の長男として生まれる。笹川家は代々庄屋を務めた旧家で苗字帯刀を許されており、父:笹川鶴吉は笹川家10代目当主。笹川家の菩提寺は1579年（天正7年）に笹川市兵衞が創建したと伝えられる浄土宗理照寺。1914年（大正3年）3月、豊川村尋常高等小学校（のちの茨木市立豊川小学校）高等科卒業。作家の川端康成とは小学校の同級で、祖父同士が囲碁仲間であった。飛行機乗りを志し、大日本帝国陸軍の岐阜県各務原飛行第二連隊に入隊する。

### 政治活動
1925年（大正14年）、父の遺産を元手に豊川村の村会議員に立候補し、当選して政治活動を始める。芸能事務所経営を経る傍ら株式相場にも手を広げて一財産を作り、国防献金として飛行機や飛行場を軍に献納して軍人に知己を得た。
　

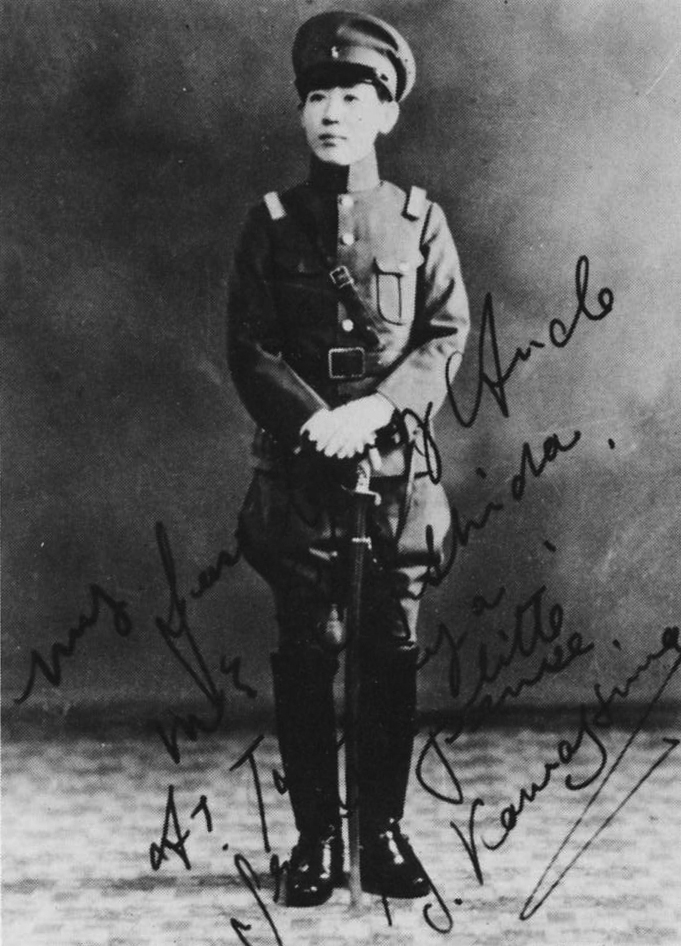
川島芳子

その一方で弟を通じて関西浪人会で活動していた藤吉男を支援、1931年（昭和6年）には右翼団体・国粋大衆党を結成し総裁に就任する。部下に児玉誉士夫がいたこともある。イタリアの指導者であるベニート・ムッソリーニの崇拝者であり、ムッソリーニ率いるファシスト党の制服を似せて私兵に黒シャツを着せていた。
1932年（昭和7年）に満州国が建国されると、同国の皇帝の愛新覚羅溥儀との会見に成功し知名度を高めた。なおこの頃、「東洋のマタ・ハリ」と呼ばれ一世を風靡した関東軍のスパイ・川島芳子との交際があったと噂されている。本人は川島と親密であることは認めているものの、交際については否定も肯定もしていない。のちに、多田駿の指示があってか、暗殺の危険を感じた川島が里見甫などに相談した結果、笹川の元に身を寄せたこともあり、一方で、党総裁の笹川も、そんな川島の国民的知名度や人気にあやかろうとしていたともされている。
1935年（昭和10年）に大阪鉄道の買占めの際に、国粋大衆党の他の幹部とともに恐喝容疑で逮捕された。大阪刑務所に約4年間収監されたが最終的には無罪となり、釈放された。その後、1939年（昭和14年）に飛行機で単身イタリアに渡ってムッソリーニと会見した。この訪欧飛行の実現については、大日本帝国海軍山本五十六の後援があった。
1941年（昭和16年）10月18日、東條内閣が発足。1942年（昭和17年）4月に行われた第21回衆議院議員総選挙（翼賛選挙）に非推薦の立場で立候補し、初当選した。東条内閣の閣僚では、1943年（昭和18年）に入閣した重光葵と岸信介と特に親交があったとされる。

### A級戦犯容疑と「巣鴨日記」

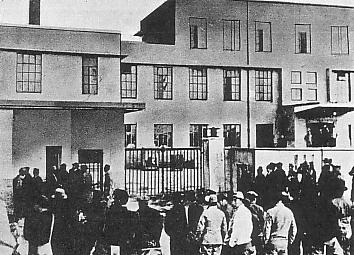
巣鴨プリズン

1945年（昭和20年）12月2日、連合国軍最高司令官総司令部は日本政府に対し笹川を逮捕するよう命令（第三次逮捕者59名中の1人）。A級戦犯容疑者として12月11日に巣鴨プリズンに入獄した。
1946年（昭和21年）2月、公職追放を受ける。
1948年（昭和23年）12月23日、東条英機はじめ7人の被告の死刑が執行された。翌24日、当局は、笹川、岸信介、児玉誉士夫ら19人を不起訴により釈放すると発表。同月18日に病死していた多田駿と本多熊太郎を除く17人は即日釈放された。太平洋戦争に対して慎重であり、東條内閣の政策に反対の姿勢であったことや、その後連合国の主要国であるアメリカ合衆国の方針が180度変わり、アメリカに協力的な戦争犯罪者は、反共のために生かして利用する方針変換となったためと言われる（いわゆる逆コース）、釈放後、1942年（昭和17年）に国粋同盟に改称されていた国粋大衆党を、さらに全国勤労者同盟に衣替えし、右翼的な政治活動を再開した。
上記のように、笹川は戦争中に戦争犯罪指定を受けるほどの活動はしていなかったが、「太平洋戦争後に戦勝国が敗戦国を裁くことは不当であり、アジア・太平洋地域における戦争責任は、日本だけにあるのではない」と考えていた。また、「アジア・太平洋地域に植民地を作り、長年支配してきた欧米列強にも当然戦争の責任の一端がある。特に日ソ中立条約を破って、一方的に日本を攻撃したソ連は強く批判されるべきである」というのが笹川の立場であった。
ただし、当初笹川は自らの演出によって戦犯の容疑を受けたと考えていたが、入獄後の尋問の中で、実際の逮捕理由は「超国家主義的、暴力的結社及び愛国的秘密結社の主要人物」（CIS、民間諜報局作成のファイルによる）としてであったことを知る。
笹川は、投獄初日の1945年12月11日から翌年11月まで獄中日記をつけていた。この日記には、巣鴨プリズンの様子やABC級戦犯達の人間像が克明に描かれている。また、日記には彼の信念「日本が親米反共の道を選ぶべきこと」「日本同胞を餓死から救わねばならぬこと」「世界平和を確立させねばならぬこと」などが、繰り返し書き付けられている。この日記によると獄中の笹川は、東條英機に対して「あなたの死刑は確実だから、この戦争が自衛のためのものであったという日本の立場を明確にし、開戦の責任は天皇にはないとはっきり主張せよ」と説いている。また笹川は、獄中から戦犯の劣悪な待遇の改善を要求した。
一方で、この獄中に於いて同じA級戦犯容疑者として収監されていた政治家らとも知り合う。このことが日本のエスタブリッシュメント人脈との交流に繋がった。笹川は、巣鴨プリズンのことを「人生最高の大学」と評して、「ここは娑婆の20倍、30倍勉強になる」と語った。なお、戦前にも長期の獄中体験がある笹川は、その経験からA級戦犯たちを励まし、またその一方で獄内でA級戦犯の特権を認めない行動をとったことから、BC級戦犯たちの間でも絶大な人望があったという。
後年になるが、『世界』1952年10月号に「一戦犯者」名義で「私達は再軍備の引換え切符ではない」と題する投稿が採用されると、笹川はこの内容に怒り筆者を突き止めようとした。しかし戦犯にもこの投稿の支持者が多く、発行元の岩波書店も筆者を漏らさなかったため、そのまま沙汰止みになったという（のちに加藤哲太郎が筆者と名乗り出た。加藤はBC級戦犯として服役していた時、笹川と面識があった）。

### 戦犯者救済活動

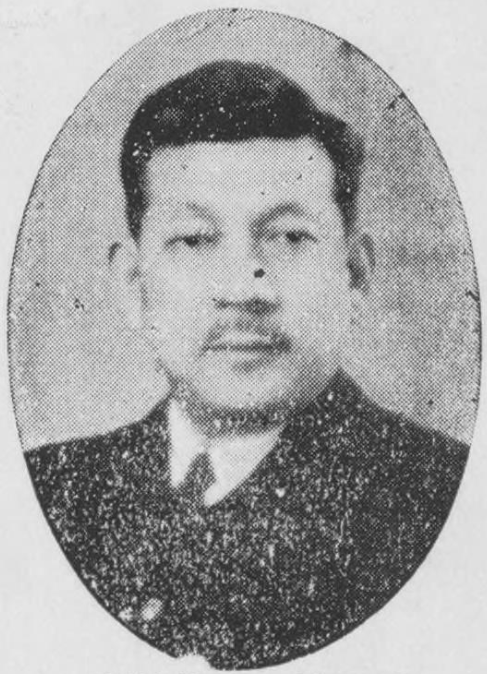
巣鴨から釈放されて間もない頃の笹川

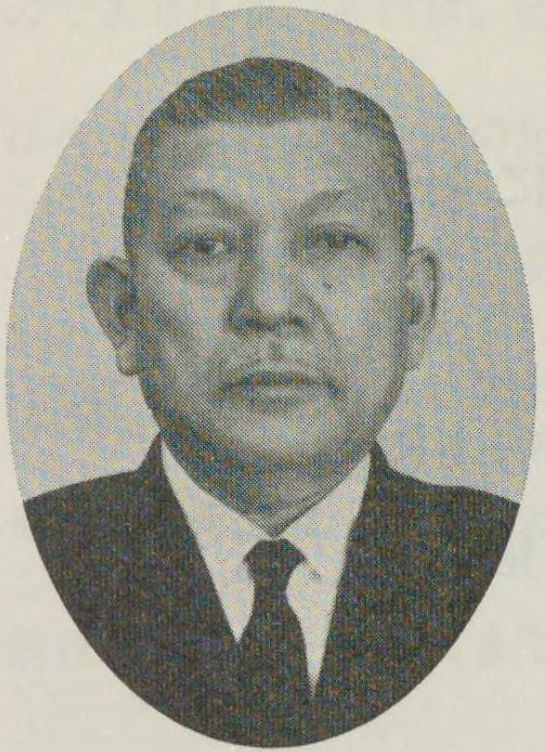
1967年頃

笹川は獄中にいる当時から戦犯の劣悪な待遇の改善を要求し、あるいは誤解により戦犯となってしまった人々の釈放を求めていたが、収監から3年後不起訴により釈放された後は、酒も煙草も断って戦犯者やその家族らへの支援および刑死者の慰霊に奔走した。世界各国で収監されていた戦犯者や「第三国人」の戦犯者の救援にも力を注いでいる。戦犯者援護と慰霊のために設立された宗教法人白蓮社、および家族会である白菊遺族会にも物心両面の協力を続けたとされる。
戦犯者とその家族を支援することは、当時としては連合国軍を刺激するおそれのある大変危険な行為と考えられ、実行する人間はほとんどいなかった。
笹川家には戦犯者や戦犯家族からの膨大な礼状が残されているが、生前の笹川はそれを一切公表していない。笹川没後、それら書簡の一部は、伊藤隆編集の元に『「戦犯者」を救え 笹川良一と東京裁判2』 として刊行された。

### モーターボート競走

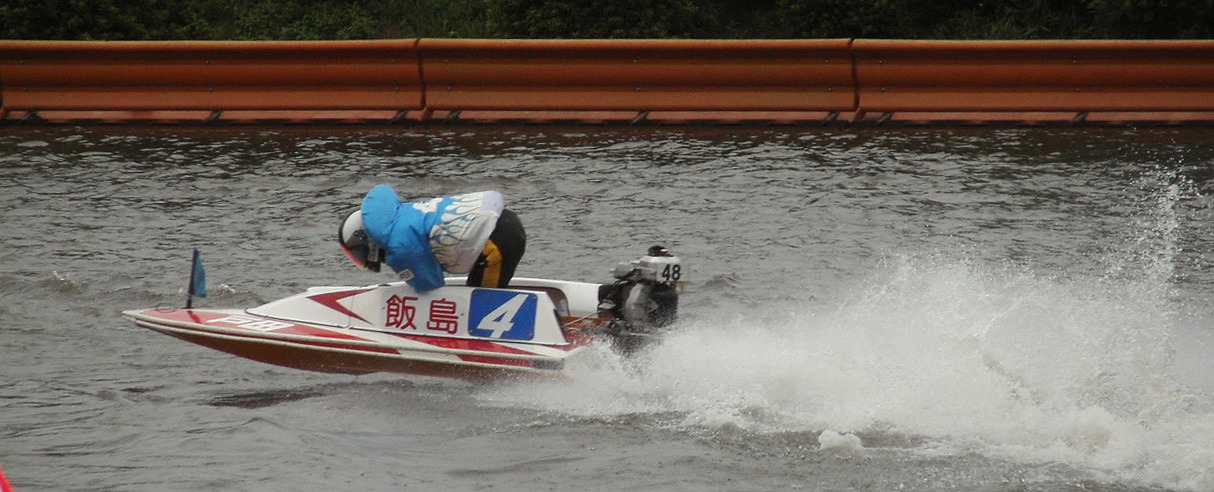
競艇

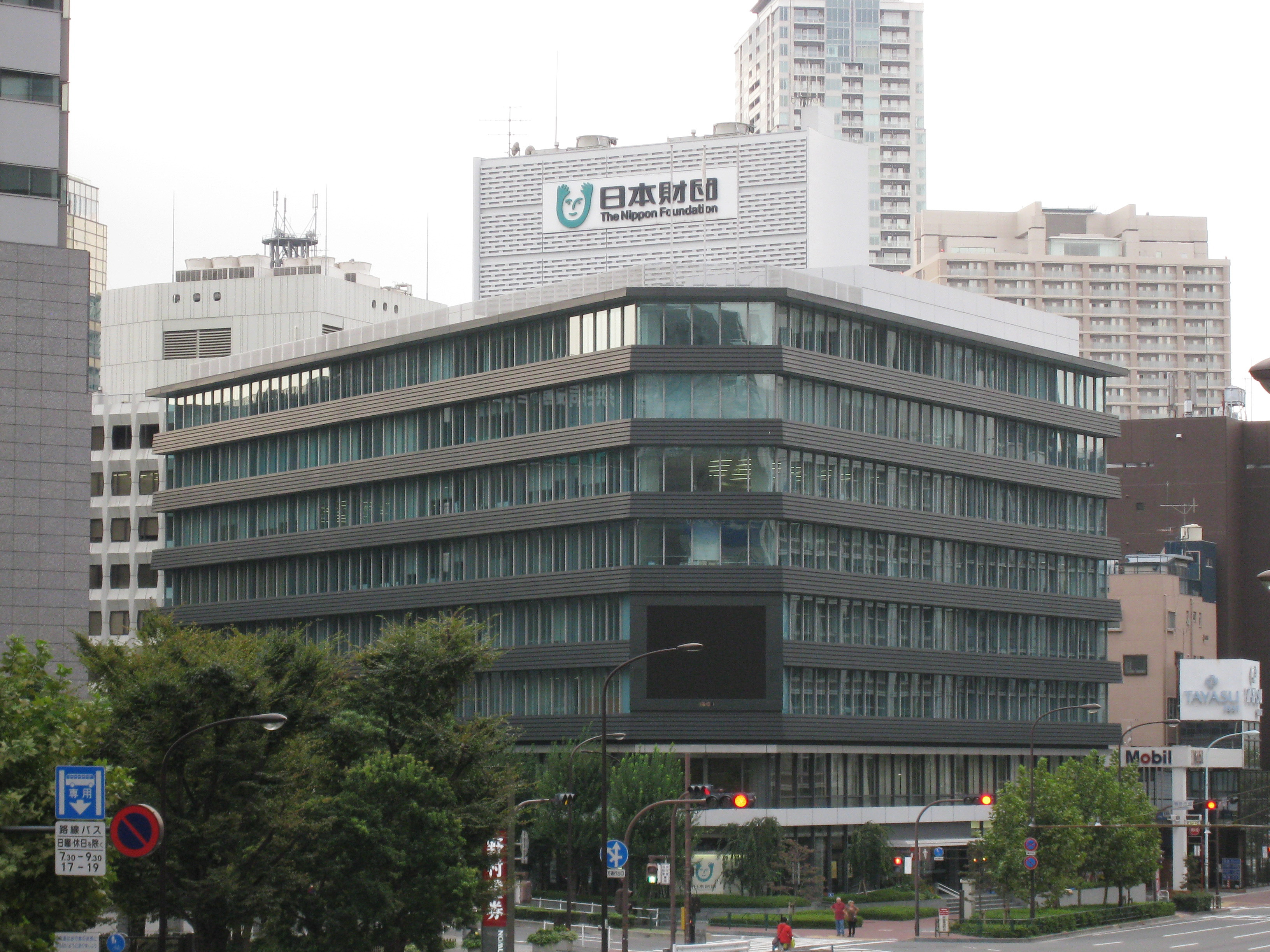
日本財団本部

モーターボート競走に関心を持つきっかけとなったのは、巣鴨プリズンで手にしたアメリカの情報誌『ライフ』にモーターボートの写真が載っているのを見たことであったという。
出所から2か月も経たない1949年（昭和24年）2月頃から旧知の矢次一夫や岸信介に協力を仰ぎ、モーターボート競走法制定について主要政党や関係各省庁、有識者などに働きかけを開始した。
モーターボート競走法は1951年（昭和26年）3月29日に衆議院本会議で可決されたが、衆議院側で賛成に回っていた日本社会党が、参議院への法案上程後に反対に回ったため、6月2日に参議院本会議で否決された。このため笹川は広川弘禅ら与党の要人を説得して再提案を迫った。6月5日、衆議院本会議で出席議員の3分の2以上の賛成で衆議院の再議決がなされ、成立した。
競艇の主宰をめぐって笹川らの一派と大野伴睦・福島世根らの一派で分裂状態になるが、最終的に笹川らが競艇主宰の主導権を握ることになった。なお、笹川のモーターボート競走創設の栄誉をたたえ、SG競走の「笹川賞競走」が1974年（昭和49年）から毎年5月に行われている。
1952年（昭和27年）に社団法人全国モーターボート競走会連合会（全モ連）の設立に関与、1955年（昭和30年）には同連合会の会長に就任した。当初は赤字続きだったために廃止論が出されたが、笹川は赤字が続いていた地方公共団体には私財を投じる一方で「競艇はやがて収益が出て、社会に大きく貢献する」と反論していた。
1960年代に競艇で収益が出るようになると、管轄官庁の運輸省が全モ連を特殊法人化して、日本国政府の監督権限を強めて、人事任命権や収入の国庫納入化を模索するが、笹川は「自分が私財を投じたから競艇が成長した」と反論。更に競艇の収益を活用する受け皿組織として、1962年（昭和37年）に日本船舶振興会（のちに正式名称は日本財団に）を創設し、会長などを務めた。そして、特殊法人化に距離を置く運輸官僚に要職を用意したり、運輸省関連団体に寄付行為を行うなどして、運輸省による監督権限強化論を押さえることで、競艇ビジネスが笹川一族の同族経営の色が深まることになった。

### 社会奉仕活動

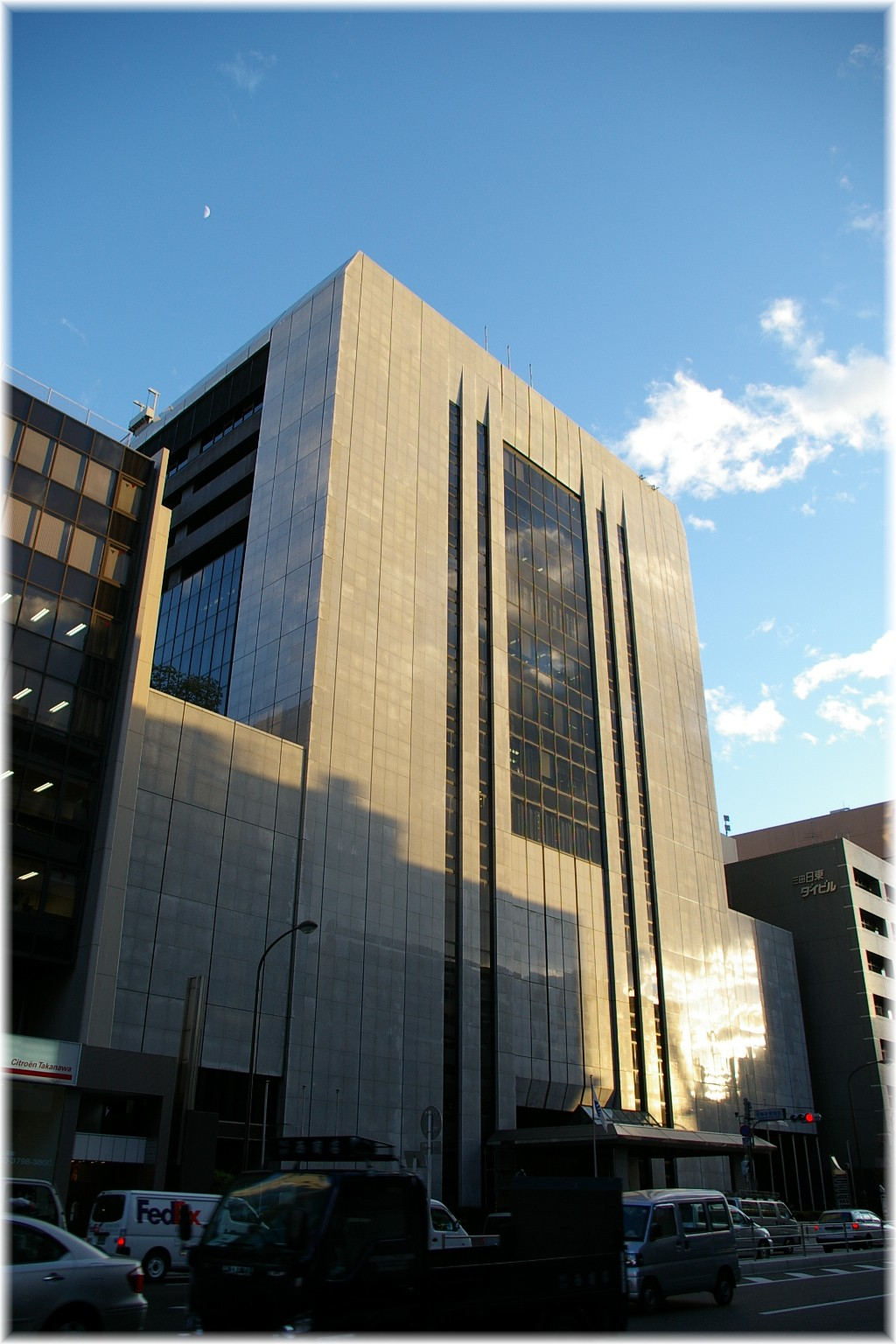
笹川記念会館

日本船舶振興会の支援を通して、船舶・造船事業の振興、海運安全の推進、福祉・国際援助活動、各種武道・スポーツ団体への協力などさまざまな慈善事業を推し進めていった。かつてギネスブックにおいて「慈善寄付金の最高記録」の項目に日本船舶振興会の会長として総額4057億3290万7012円の寄付を行ったと認定されていたことがある。
その代表的な例として、日本船舶振興会・財団法人日本防火協会（1975年（昭和50年）から会長を務めた。のちの公益財団法人日本防火・防災協会）のテレビコマーシャルに自ら出演したことである。このCMでは、笹川が子供たちと「一日一善」の掛け声をする様子や社会奉仕活動の模様が紹介された。CMを流していたのは、笹川の協会在任期間とほぼ同じ1976年（昭和51年）から1994年（平成6年）までである。1970年代後半頃は曜日ごとに内容が変わる“曜日変わりバージョン”も存在した。高見山（高見山の後援会長でもあった）、山本直純と共演、笹川が子供たちと共に「一日一善」と呼びかける内容は視聴者である子供たちに広く認知され、笹川は「『一日一善』『戸締まり用心、火の用心』のおじいさん」として認識されていた。
慈善事業の中には日本各地に『B&G（Blue sea & Green land）海洋センター』名のスポーツ施設を整備（設置者はブルーシー・アンド・グリーンランド財団）したり、アフリカにおける緑の革命プロジェクトにおいて日本からのODAを補完してアフリカ諸国の食糧増産に貢献した。また全日本空手道連盟会長や少林寺拳法世界連合総裁、一派が乱立していた詩吟関係の団体を纏め上げて日本吟剣詩舞振興会会長、宇宙科学博覧会協会の総裁、日本国民音楽振興財団(現 日本音楽財団)の会長を務めるなどの活動があった。また、国際親善ならびに少年の体力向上および人格の陶冶に寄与することを目的に佐川急便の佐川清と少年軟式野球国際交流協会を設立した。
一連の社会奉仕活動に必要な莫大な財の出所は、公営ギャンブルである競艇の売上から船舶振興会に来るものであった。競艇は地方自治体の収入を補うため及び社会事業活動の資金とするためにギャンブルを事業として始められたものであるが、他の公営ギャンブルである競輪・競馬等が官公庁の監督が厳しい特殊法人であることに対して船舶振興会が会長の権限が絶大である財団であること、笹川は振興会の会長としての報酬は一切受け取らなかったものの関連団体の多くで笹川自身も含めた笹川一族が役員に就任して資金の受け手と出し手の長がしばしば同じであったりすること、船舶振興会の資金を使って流されたテレビコマーシャルに笹川自身が有名力士・タレントらとともに出演したこと、そのコマーシャルでアピールした笹川が老母を担ぐ姿が後にB&G財団で銅像にされたこと等は「公私混同」「売名行為」との批判を招くことになった。笹川自身は株式・商品相場が得意で、彼個人が主な資産形成をした源泉はそれらであったとされる。財団法人全日本青少年育成会は振興会から多額の交付金を受けていたが、この育成会も笹川が設立に関わり、長となっていた団体で、1978年に資金が株式運用へ流用されていたことが報じられている。笹川は、これについて新聞取材に対し、信頼していた専務理事が書類などを偽造して行ったもので、もし損失があった場合には、個人で弁償すると回答している。ジャーナリストの鎌田慧は、競艇の施行者である桐生市にスタンドを貸す会社や様々な競輪・競艇場に機械を設置する会社、競艇券の印刷会社、ボートやエンジンの会社が笹川やその一族がしばしば株主の会社であり、競艇券の印刷料は他の競走場の印刷料の倍であったことを報告している。
1979年、パリの国際連合教育科学文化機関（ユネスコ）本部で行われた会議「平和フォーラム」にて、笹川はユネスコに100万ドルを寄付する旨の提案を行った。その際、「私は戦争犯罪人として投獄されました。〔…〕私は獄中で悔い改め、平和のために尽くすことを決意しました」と述べた。会議終了後、ユネスコ内では「旧戦犯」（正確には戦犯容疑者）である笹川が会議に招待されたことや、平和思想について語り合うことを目的とした会議で寄付が公表されたことに対して疑問の声が上がり、笹川から寄付金を受け取るべきか否かについて議論が起こった。しかし、当時米国および英国が分担金拠出を拒否し、ユネスコ分担金支払いが25%減少したため財政上苦しい立場にあったユネスコは、ムボウ事務総長の判断で笹川からの寄付金を受け入れることを決定した。
社会貢献活動に使われるべき競艇の売り上げを自身が会長を務める団体等に寄付し、社会活動に使ったが、それによって自身の影響力を保持するやり方が批判された。晩年は「金やプラチナ」を積んでいたとされるロシアの沈没船引き揚げを支援し、ソ連（現 ロシア）は自国の所有権を主張したものの、見つからずに成果は主砲のみであった。

### 反共活動と統一教会
笹川は、巣鴨プリズン時代からアメリカに対しては好意的見方をとっていたが、終戦直前に参戦して日本人捕虜をシベリアに連行して使役したソ連には強い憤りを隠さなかった。
1961年（昭和36年）5月16日、韓国で朴正熙らによる軍事クーデターが発生。朴政権は同年9月30日に再建国民運動法を改正し、「勝共」という用語を条文に盛り込んだ。勢力拡大を願う文鮮明率いる統一教会（現・世界平和統一家庭連合）は、共産主義の駆逐を目的とする政府の思惑と利害が一致し、大韓民国中央情報部（KCIA）の金鍾泌部長の指示の下、政府の手足となって働いた。笹川は教団の熱烈な反共主義に目をつけ、1963年に教団顧問となり、組織化に乗り出した。同年6月18日、銀座ガスホールで日本統一教会最初の決断式が開催されると、ゲストとして出席した。7月24日にソウル市民会館で行われた124組（124双）の合同結婚式にも参列した。1964年（昭和39年）7月、教団は日本で宗教法人の認可を受け、日本統一教会が設立された。同年11月1日、日本統一教会は、教団本部を北沢1丁目（現在の代沢5丁目）から、渋谷区南平台（現在の南平台町）にある岸信介の私邸の隣に移転した。
1965年（昭和40年）1月28日、文鮮明が21年ぶりに来日し、南平台の日本本部教会を訪問した。同年2月11日、笹川は文鮮明と会食した。
1966年（昭和41年）11月、アジア太平洋反共連盟（APACL）の第12回大会がソウルで開かれ、APACLを改組して拡大化し、世界反共連盟（World Anti-Communist League, WACL）を設立することが決まった。台湾で第1回総会が開催。創設時の中心メンバーは台湾の蒋介石、韓国の朴正熙、笹川、児玉誉士夫、そして文鮮明の5人だった。WACLは世界各地で年次総会を開催し、統一教会など多数の組織が参加した。
1967年（昭和43年）7月15日、本栖湖畔の全国モーターボート競走会連合会（現・日本モーターボート競走会）の施設「水上スポーツセンター」で、笹川、文鮮明、劉孝元（『原理講論』の執筆者）、藤吉男、白井為雄（児玉誉士夫の代理）、久保木修己（日本統一教会会長）らは反共組織結成の構想を練った。会合は第1回「アジア反共連盟結成準備会」と名付けられ、16日朝にも話し合いが行われた。勝共運動を日本に持ち込み、受け入れることで合意した。
1968年（昭和43年）1月13日、教団は「国際勝共連合」をソウルで設立した。そして同年4月1日、岸、笹川、児玉らが発起人となり、前年秋に結成された勝共啓蒙団を改編し、日本において「国際勝共連合」を設立した。久保木が初代会長に、笹川は名誉会長に就任した。
久保木によれば、笹川と関係を持つようになったきっかけは、笹川が総裁を務めていた国粋大衆党の関係者が、徳島で熱心に布教活動を行う統一教会信者に感銘を受け、笹川に紹介したことだと言う。笹川からの資金的援助こそ無かったが、埼玉の戸田にある研修所を利用する便宜が図られた。
久保木が紹介したエピソードとして、笹川は浅沼稲次郎暗殺事件の犯人・山口二矢に強い共感を覚えており、久保木に面会するたびに山口の遺骨を持ち出し「この男のようになれ」「日本にはこういう男がいなくなったと思っていたが、君たちがいたなあ」と語りかけていたとされる。笹川が山口の遺骨を所有している理由は、山口の父が自衛官で笹川に私淑していたからと説明した。
1970年（昭和45年）9月20日、「世界反共連盟世界大会」が武道館で開催。岸が大会推進委員長を、久保木が議長を、国際勝共連合事務総長の阿部正寿が大会責任者を務めた。そして元アメリカの旧統一教会幹部であったアレン・ウッドが司会を務めた。ウッドによれば、笹川が挨拶して「私は文（旧統一教会の教祖である文鮮明のこと）氏の犬だ」と語ったという。笹川が日本の右翼の大物だと知っていたウッドは、このとき「我々は世界も支配できる」と思ったという。
その後、統一教会の活動が問題視されてきた上、文鮮明との関係が悪化したためか、1972年（昭和47年）には「反共運動から手を引く」として国際勝共連合の名誉会長を辞任した。猪野健治が得た匿名の証言によれば、笹川が統一教会（当時は原理運動）を支援した理由には「行動的な新しい宗教を育てることでコミュニズムに対決する気持もあったかもしれない」という。
笹川は、反共活動や日本船舶振興会の活動を通じて、長きにわたり「政界の黒幕」として影響力を及ぼしたと見られているが、戦前・戦後を通じて、政財界を資金の源とすることは無かった。政財界に頼るまでも無く株式や競艇の収益で資金を調達できたことに加え、特定の政治家に肩入れすることで、却って言動に足枷がついてしまうと考えていた。

### 中華人民共和国との関係
蔣介石との世界反共連盟設立や文鮮明との国際勝共連合創設など日本の代表的な反共主義者だったにもかかわらず、1972年（昭和47年）9月の日中国交正常化以後はボートレース（競艇）で得た収益金の一部を、中国国民党と対立する中国共産党が支配する中華人民共和国への支援に回すなどして中国共産党の指導者である鄧小平とも親交を結んだ。
1987年（昭和62年）から始まった中華人民共和国の医学研修生を日本の大学で受け入れるプロジェクトで来日した中華人民共和国の医学生は、延べ二千人を超える。1989年（平成元年）には笹川日中友好基金を設立した。また、同時に中国の宗教団体である世界紅卍字会を支援した。

### タブーと親交
1960年代から1990年代の各週刊誌などで批判的言説を受けていたにもかかわらず、笹川に批判的な左翼マスコミからは生前、「新聞やテレビ、雑誌などのマスメディアで『大物右翼』と呼ばれた笹川良一に関する批判的言説を発表することは、ある種のタブーとなっていた」と言われてきた。
しかし、笹川は有名税とばかりに意に介さず「大木は風当たりが強い、との例えどおり、実力のうえにおいて、私のマネができないからヤキモチを焼いているのだ。女のヤキモチより男のヤキモチのほうが強いのだから、これはある意味でやむをえない」と片付けてしまっている。
しかし逆に、笹川を擁護することもまた、ある種の偏見を受ける恐れのあることだった。戦後のマスコミや知識人の多くは笹川に対して「右翼の大立者」「政界の黒幕」「名誉心と自己顕示欲のかたまり」など、マイナス・イメージを持っていたため、笹川に好意的な見方を披露すれば、彼らから右翼論者扱いされる危険があった。
なお上記のように統一教会の文鮮明との関係があった半面、仏教系の新宗教・辯天宗の信徒総代になっている。また、山口組三代目・田岡一雄とは酒飲み友達であると公然と話し、暴力団の仲裁役を務めた。ロッキード事件が騒がれるとロッキード副社長と会った事実などが明らかになるが、笹川は「会ったことがあるが疑惑はない」と反論し、実際にそれ以上の追及はされていない。
国内に比べると海外では、社会奉仕活動家（フィランスロピスト）として高い評価を受けていた。世界各国の要人と交友関係をもっており、笹川と親交のあった人物の中には第39代アメリカ大統領のジミー・カーター、実業家ジョン・ロックフェラーなどがいる。戦前から巣鴨時代にかけての笹川の人脈は『続・巣鴨日記』の「解説」に詳しい。

### 死後
生前の「世の為、人の為になる事に全財産を使ってしまふ考へでゐる」という言葉どおり資産の多くを社会事業につぎ込んで、笹川は1995年（平成7年）7月18日、聖路加国際病院で急性心不全のため死去、96歳没。税務署査定による遺産総額は約53億4千万円、ただしほとんどが自宅、山林、非上場会社の株など、換金しづらいものばかりであり、換金できそうな美術品などの類は偽物が多かったと言われている。これに対して借入金は約37億5千万円、差し引きすると遺産は約15億9千万円。その相続税は約7億5千万円にのぼり、長男と次男は相続を放棄。唯一財産を相続した三男の笹川陽平は莫大な負債も同時に相続したため、その返済に苦労することになった。墓所は台東区寛永寺。
1995年に笹川が没したあと、生前は一切公開されていなかった獄中での巣鴨日記や、戦犯家族らとの書簡が研究者の手で編纂され刊行され始め、それまで知られることの無かった笹川の一面に光があたるようになった。まず1997年に伊藤隆と渡邊昭の校訂による『巣鴨日記』が刊行され、これに触発された佐藤誠三郎が1998年（平成10年）に『笹川良一研究 異次元からの使者』、1999年（平成11年）に『正翼（ザ・ライト・ウイング）の男 -- 戦前の笹川良一語録』を相次いで上梓する。その後も伊藤隆は、笹川の息子・陽平の協力を得て笹川良一関係文書を整理し、東京裁判を中心とする3部作『続・巣鴨日記 笹川良一と東京裁判1』『「戦犯者」を救え 笹川良一と東京裁判2』『容疑・逮捕・訊問 笹川良一と東京裁判3』を刊行（各・中央公論新社）。これら一連の文献は、笹川良一関連文書をまとめたものであると同時に、笹川をとおして東京裁判とはどういうものだったのかを追う研究でもある。伊藤自身は、先の3冊に続くものと位置づけ、上記6巻分をまとめた人名総索引を『容疑・逮捕・訊問』の巻末に入れている。

## 栄典
- 1976年 大韓民国修交勲章光化章
- 1977年
  - 中華民国大綬景星勲章
  - パラグアイ共和国厚生功労賞
- 1978年 勲一等瑞宝章
- 1981年 ブラジル連邦共和国南十字星国家勲章コメンダトール
- 1982年 国連平和賞
- 1983年
  - ヘレン・ケラー国際賞
  - ライナス・ポーリング人道主義章
- 1986年 マーチン・ルーサー・キング非暴力・人道賞
- 1987年
  - マハトマ・ガンディー世界平和賞
  - 勲一等旭日大綬章
- 1989年
  - タイ王国白象勲章ナイトグランドクロス章
  - チリ共和国ベルナルド・オイギンス勲章
  - イタリア共和国大勲位ボルタ章
- 1992年 モンゴル国労働英雄
- 1993年 フランス共和国芸術文化勲章

など、その他多数受章

## 家族・親族
兄弟
- 笹川春二（次男 - 大阪府モーターボート競走会会長等を歴任）
- 笹川了平（三男 - 群馬県モーターボート競走会会長等を歴任）

妾・小川喜代子との間
- 笹川勝正（長男 - 群馬県モーターボート競走会会長等を歴任）
- 笹川堯[6]（次男 - 自由民主党の衆議院議員、全日本空手道連盟会長らを歴任）
  - 長男・泰弘(1963年6月2日生[81])
  - 次男・和弘(1965年1月19日生[81])
  - 三男・博義(1966年8月29日生[81]、衆議院議員、農林水産副大臣)
  - 四男・隆弘(1967年12月20日生[81])
  - 五男・明弘(上記同[81])
- 笹川陽平（三男 - 公益財団法人日本財団名誉会長[2][6]）
  - 長男・貴生(1972年11月23日生、岩井コスモ証券代表取締役社長[81])
  - 次男・順平(1975年2月28日生[81]、日本財団理事長)
  - 三男・光平(1976年8月17日生[81])
  - 四男・正平(1980年9月2日[81])がいる。

## 孝養の像
笹川記念会館、船の科学館、箕面市の箕面滝に向かう道（通称「滝道（たきみち）」）、茨木市の辯天宗冥應寺境内、岡山市北区の最上稲荷境内、初期に建設されたB&G海洋センターおよび全国の競艇場などの競艇関係の施設（日本財団ビルにはない）に笹川良一の孝子像（こうしぞう）が存在する。これは、笹川が59歳のとき、82歳の母親テルを背負って金毘羅参りのため、785段の石段を登っている様子を表しているとされる。
- 「母背負い 宮のきざはしかぞえても かぞえつくせぬ母の恩愛」
- 「世界は一家、人類は皆兄弟」

との碑文が刻まれている。この銅像は、笹川の生前に建立され開示されたものである。

## 映画出演
- 『フライング 飛翔』 監督・脚本・曽根中生、企画・横山やすし、 東映＝東映クラシックフィルム 1988年 （連合会会長の役として）